# County Clare
County Clare (Irsk: Contae an Chláir ) er et county i Republikken Irland, hvor det ligger i provinsen Munster. Det administrative county-center ligger i byen Ennis.
County Clare omfatter et areal på 3.147 km² med en samlet befolkning på 110.810 (2006) og ligger mellem Galway Bay og floden Shannons munding. Floden Shannon og søen Lough Derg danner også østgrænsen. I nordøst grænser det til County Galway. Clares centrum danner et lavland af kalksten. I den østlige del er der lave bjergrygge med en højde fra 300 til 500 m (højeste punkt er Glennagalliagh med 530 m). Her befinder der sig også en del tørvemoser, mens den nordvestlige del er et kalkstensområde.

## Historie
Grevskabet Clare har været beboet siden stenalderen, og mange steder er også i nutiden spor fra bosættelserne, som f.eks befæstninger, stenhøje, monolitter og gravhøje.
I det 6. århundrede bragte munke kristendommen til området. De grundlagde en række af klostre. De to vigtigste var Iniscathaig på øen Scattery Island i floden Shannon og Iniscealtra på øen Holy Island i søen Lough Derg. Siden det 9. århundrede led klostrene under vikingernes overfald. Scattery Island blev første gang plyndret i 816. I året 837 sejlede vikingerne via floden Shannon helt til søen Lough Derg.
Den irske konge Brian Boru 941–1014), der er født i Killaloe, bragte vikingerne fra Limerick og Dublin et afgørende nederlag.
I begyndelsen af det 12. århundredeo opnåede Muirchertach Mor O’Brian herskabet over store dele af Irland. Under hans indflydelse kom Killaloe i 1111 til det daværende kongerige Thomond, som omfatter de nuværende countyer Countys Clare, County Limerick, den nordlige del af County Tipperary og dele af County Offaly. I Dónal Mór O´Brians regeringstid (1168–1194) forsøgte Normannerne at erobre kongeriget Thomond. Dónals sønnernes arvestridigheder svækkede riget og i begyndelsen af det 13. århundrede var det reduceret til Clares nuværende størrelse. Trods gentagne angreb fra Anglo-Normannenerne blev området indtil 1565 udenfor det engelske magtområde. Samme år (1565) blev grænserne til det nuværende County Clare fastlagt.
I 1650erne fandt der en stor tilflytning sted fra de andre dele af Irland og England, for endelig at stadfæste det engelske herskab. Den første halvdel af det 19. århundrede er kendetegnet af en stor befolkningstilvækst. Fra 1800 til 1820 blev befolkningen fordoblet til 208.000 indbyggere. En mislykket høst i 1822 førte til en stor hungersnød i Clare, som var årsagen til den første emigrationsbølge. Hungersnøden i Irland 1845-1849, ramte Claire særligt hårdt, og i de næste årtier steg strømmen af udvandrede. Nellem 1850 og 1880 forlod ca. 100.000 mennesker County Clare. Ind til 1966 faldt indbyggertallet til 73.500, og siden den tid er det langtsomt stigende.

## Erhverv
Den dominernde erhvervsgrene i County Clare er landbrug og tusrisme. Ca. 90% af gårdene driver kvægavl og mælkebrug. I de sidste år er antallet af de enkelte landbrug faldene, men med ca.. den samme produktion. Usædvanlig er countyets store skovarealer i den østlige del, som udgør 16% af det samlede areal, dobbelt som landsgennemsnittet.
I de sidste årtier har man forsøgt at tiltrække nye industrier. Det vigtigste projekt er den såkaldte Shannon Free Zone, som ligger ved siden af den internationale Shannon lufthavn, ca. 2 km fra byen Shannon. Lokket af skattefordele, har cirka 120 internationale firmaer etableret sig her og der er skabt cirka 7.500 arbejdspladser. Dermed er 2/3 af alle countyets industriarbejdspladser koncentreret i zonen.
I de sidste år har turismen udviklet sig til at blive en vigtig erhvervsgren. Det endnu vidtgående uberørte landskab og de mange bevarede arkæologiske pladser trækker mange turister til. Mellem 1993 og 1999 steg besøgstallene med 52%. De fleste udenlandske turister kommer fra Storbritannien og Nordamerika, men også antallet af irske turister er steget. De mest besøgte steder er Bunratty Castle og Aillwee Cave.

## Byer og landsbyer
| - Athlunkard - Cratloe - Ennis | - Ennistymon - Fanore - Inagh | - Kilkee - Killaloe - Kilrush | - Miltown Malbay - Newmarket-on-Fergus - Shannon | - Sixmilebridge - Tulla - Quin |

## Eksterne links
- Clare County Council – officiel website
- County Clare Ireland – officiel turisme website

52°50′00″N 9°00′00″V / 52.833333333333°N 9°V
|  | Infoboks uden skabelon Denne artikel har en infoboks dannet af en tabel eller tilsvarende. |